# Niandancus
Niandancus is een geslacht van haften (Ephemeroptera) uit de familie Caenidae.

## Soorten
Het geslacht Niandancus omvat de volgende soorten:
- Niandancus alienus